# Colavi
Colavi es un centro minero ubicado en la provincia Cornelio Saavedra del departamento de Potosí, en Bolivia, a 75 km de la ciudad de Potosí.
Está unido al cantón San Felipe, formando un conjunto llamado San Felipe de Colavi. Estos dos pueblos hermanos están separados por un desfiladero de 2 kilómetros llamado El K'ullku, palabra que traducida al español significa angosto.
Justo en frente de San Felipe y a la derecha de Colavi se encuentra el cerro Cruz Punta.

## Historia
Ya para el año de 1920 se lo menciona en los recibos de entrega de mercadería procedentes de Estados Unidos en el ingenio de Sach'a C'uchu.
Entre los años 20 y 50 llegan grandes capitalistas de la minería como Víctor Aramayo, uno de los barones del estaño, que junto a Simón Iturri Patiño y Mauricio Hochschild triunfan en la actividad minera en Bolivia, en una época donde el fuerte crecimiento del precio internacional de ese mineral. Uno de ellos  se instala en Colavi, creando uno de los primeros y más grandes ingenios, siendo una novedad para la época.
Para 1950 ya se habían empezado con la explotación de la minería, con la extracción del estaño, años tarde llegando a formarse la Cooperativa Minera Colavi.
En los años 70, viendo el auge de la Cooperativa Minera Colavi, interviene Comibol con la creación de la Empresa Minera de Colavi. De esta manera empiezan a convivir la cooperativa con la empresa nacional, con claras diferencias en cuanto a organización de los trabajadores, en el uso avanzado de herramientas, formas de explotación, beneficios sociales como hospitales, escuelas y por supuesto en sueldos fijos.
Un detalle interesante es que, a los trabajadores de Comibol se los llamaban los "Jat'un T'antas" y a los trabajadores de la cooperativa "Juch'uy T'antas", por el hecho de que los trabajadores de Comibol recibían una ración diaria de pan y lo que llamaba la atención era el tamaño de los panes, debido a esto se los llamaban "Jat'un T'antas".

## Bocaminas

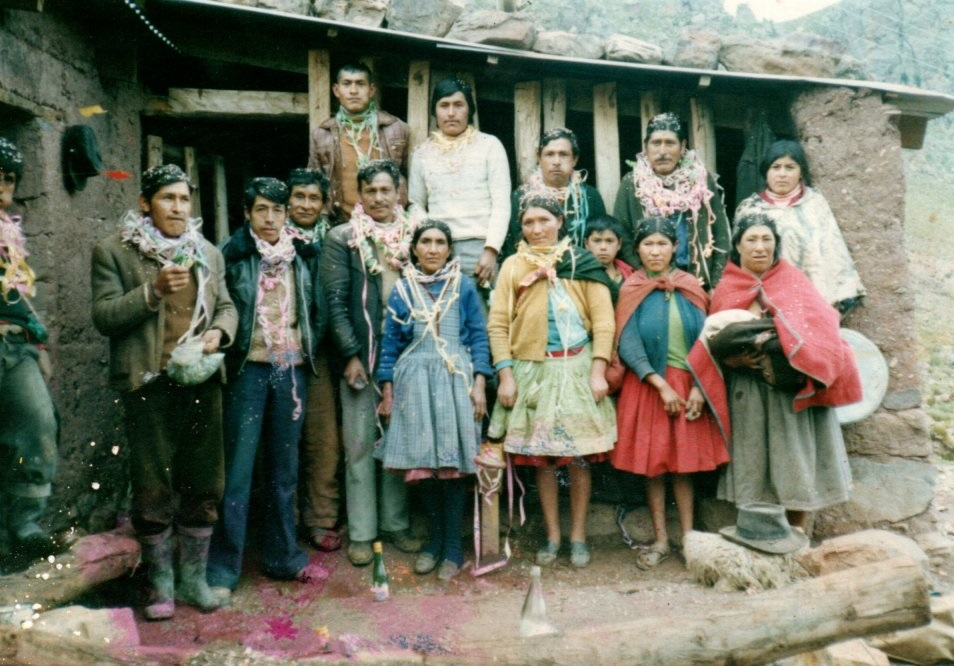
Mineros de Colavi

Existen muchas bocaminas: las más antiguas son la Restabladora y La Candelaria; posteriormente se establecieron la bocamina Ayacucho, la bocamina Banini, la bocamina Zenteno, la bocamina Porvenir y la bocamina Mosoc Llajta, siendo ésta uno de las últimas.

## Eventos deportivos

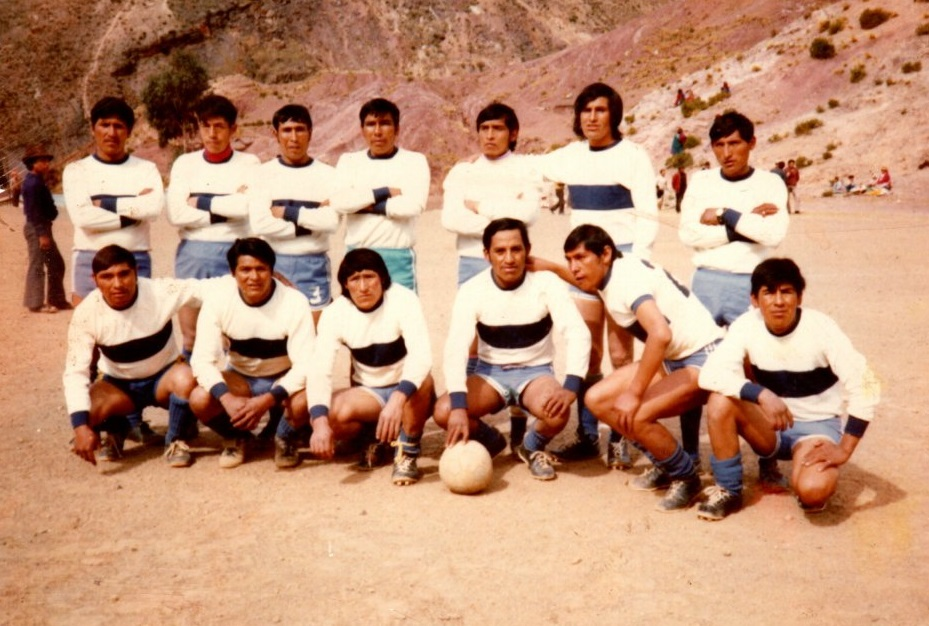
Campeonato de futbol en Colavi

##### Futbol
En forma conjunta la Empresa Minera Colavi y la Cooperativa Colavi fomentaron los deportes, especialmente el fútbol, haciendo campeonatos anuales entre distintas secciones de bocaminas como equipos de sección Zenteno, Porvenir, Ayacucho, Banini, talleres, y también el equipo de la cooperativa, inclusive participando en campeonatos con otros centros mineros.

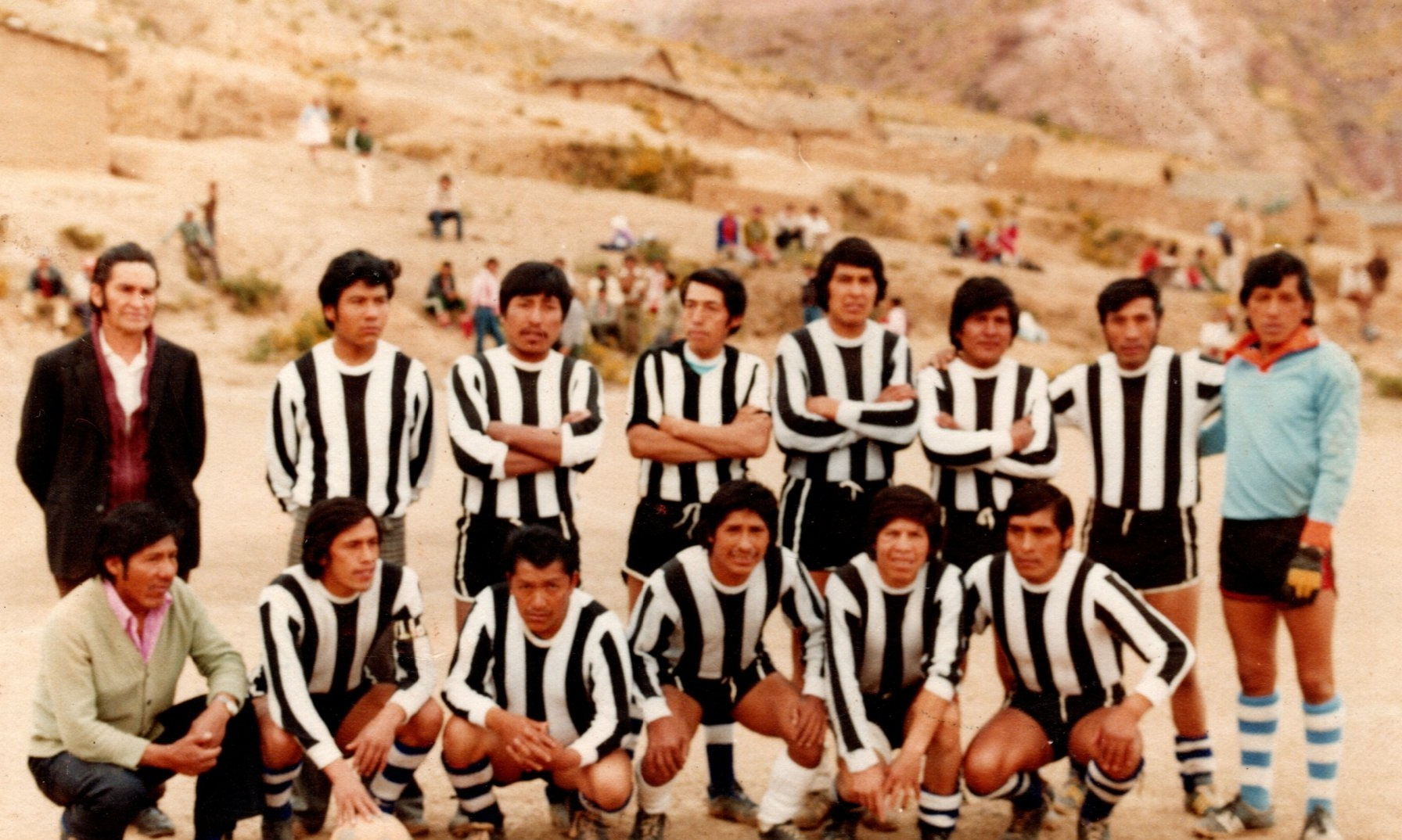
Campeonato de futbol en Colavi

Cabe señalar que estos campeonatos trajeron mucha alegría al pueblo, ya que los fines de semana se ansiaba participar o ver estos campeonatos.
Se recuerdan con cariño a muchos jugadores de antaño, como René Arispe, los hermanos Felipe y Marcelino Copa, los hermanos Buezo, los hermanos Marcelino y Pastor Léniz, los Robles, Luis Martínez, Jorge Cabero, los hermanos Edmundo y Tomás Colque, Santiago Quecaño, los hermanos Cano, Macedonio Paco ,Segundino Duarte y muchos más.

##### Motocross

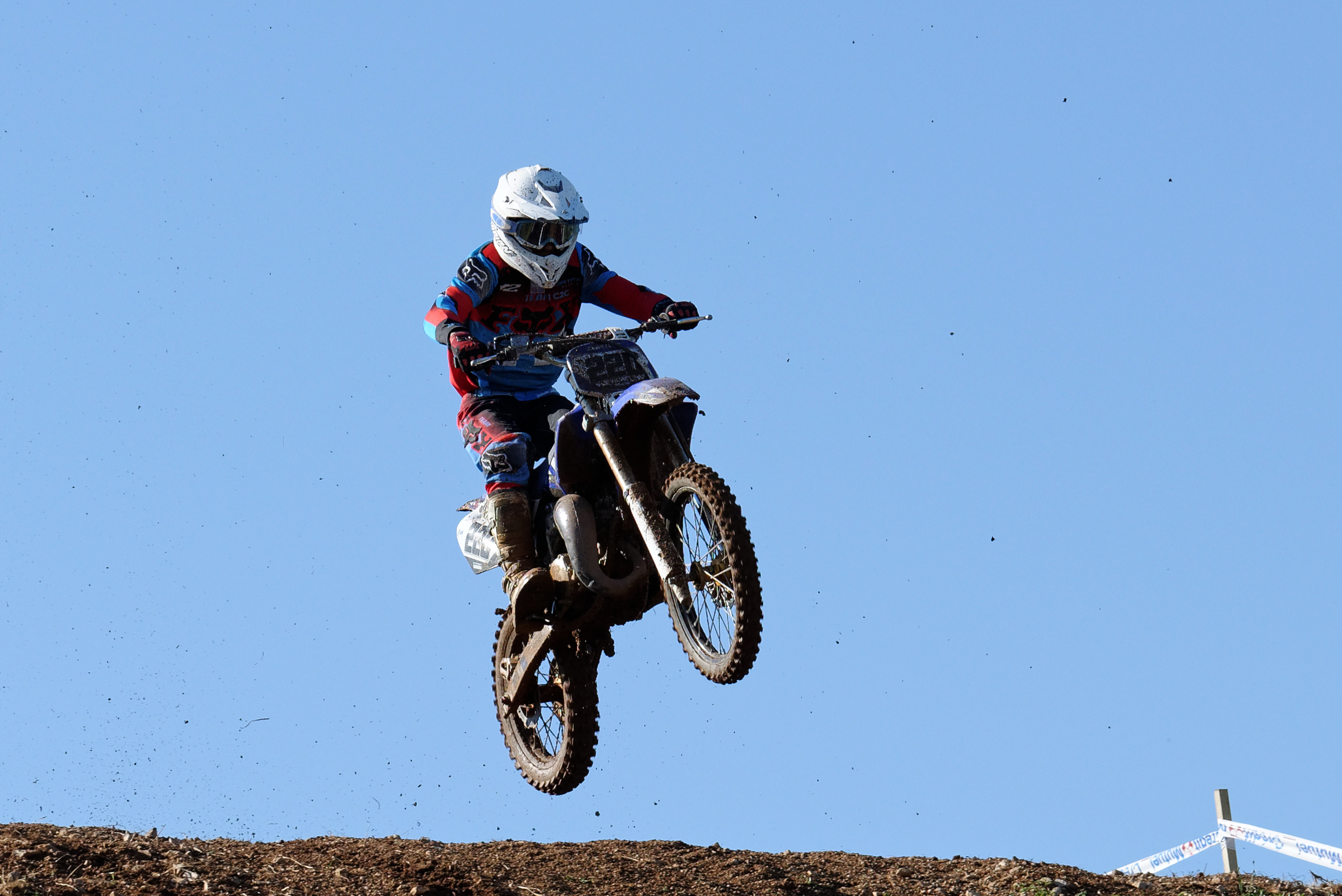
Motocross En San Felipe de Colavi

Pero el acontecimiento más grande a nivel nacional en San Felipe de Colavi fue el campeonato nacional de motocross, con participación de grandes figuras de este deporte.
Se habían planificado  para 3 años, pero  solo se dio por 2, el tercero no se pudo realizar por la caída del estaño en el 95 y la futura relocalización de trabadores mineros.
El primer año estuvo como representante el corredor potosino Oña, y el segundo año estuvo el corredor cochabambino Antezana. Se puede decir que este fue uno de los acontecimientos que más alegría trajo al deporte local.

## Educación
Tanto la cooperativa como la empresa dieron mucho énfasis en la educación de los hijos de sus trabajadores.
Por un lado la cooperativa tenía su escuela nivel primario e intermedio con su escuela "Gualberto Villarroel" ubicada en San Felipe; por otro lado la empresa minera Colavi tenía  su escuela "Genoveva Ríos" en su nivel primario e intermedio, y más tarde formándose el nivel secundario en el  colegio "Modesto Omiste".

## Folklore
La música y el baile también son una parte muy importante de las costumbre en Colavi. Se recuerdan con nostalgia las presentaciones en el cine de músicos como los K'asa Pampas, conjunto de zampoñas y coreografía, Luis Condori (Tío Flash) y su conjunto acompañado por su guitarrista Gerardo Bravo y su joven vocalista Juan Bravo.
Por otro lado estaban estaban los músicos que tocaban acordeón, como Jorge Cabero, Felipe Bravo, Silvano Buezo y el famoso baterista Eduardo Alquizalet.

## Actividad Económica
La actividad económica más importante de la población es la Minería, con la explotación del estaño en su mayoría, pero también la plata.
Por otro lado también se tiene  la producción agrícola, con cultivos de papa, cebada, trigo, haba, oca, arveja , destinados principalmente al consumo doméstico y variedad de cultivos de tubérculos, gramíneas y leguminosas.
La producción pecuaria, por su parte, está circunscrita a la cría de ganado ovino, que posee cada familia para su consumo y como “caja de ahorros”, pues es comercializado cuando las circunstancias así lo exigen. Se cría además ganado caprino, camélido y vacuno. La combinación de las actividades ganadera y agrícola constituyen la base de su economía.